# لکس بارکر
لکس بارکر (انگلیسی: Lex Barker; ۸ مهٔ ۱۹۱۹ – ۱۱ مهٔ ۱۹۷۳) یک هنرپیشه اهل ایالات متحده آمریکا بود.
او یازدهمین بازیگر نقش تارزان در سینما است.
از فیلم‌ها یا برنامه‌های تلویزیونی که وی در آن نقش داشته‌است می‌توان به زندگی شیرین، در خط آتش، آخرین مرتدان و آقای بلندینگ خانه رؤیایی خود را می‌سازد اشاره کرد.